# Indywidualne Mistrzostwa Wielkiej Brytanii na Żużlu 1970
Indywidualne mistrzostwa Wielkiej Brytanii na żużlu – cykl turniejów żużlowych mających wyłonić najlepszych żużlowców brytyjskich w 1970 roku. Tytuł wywalczył Ivan Mauger z Belle Vue Aces. 

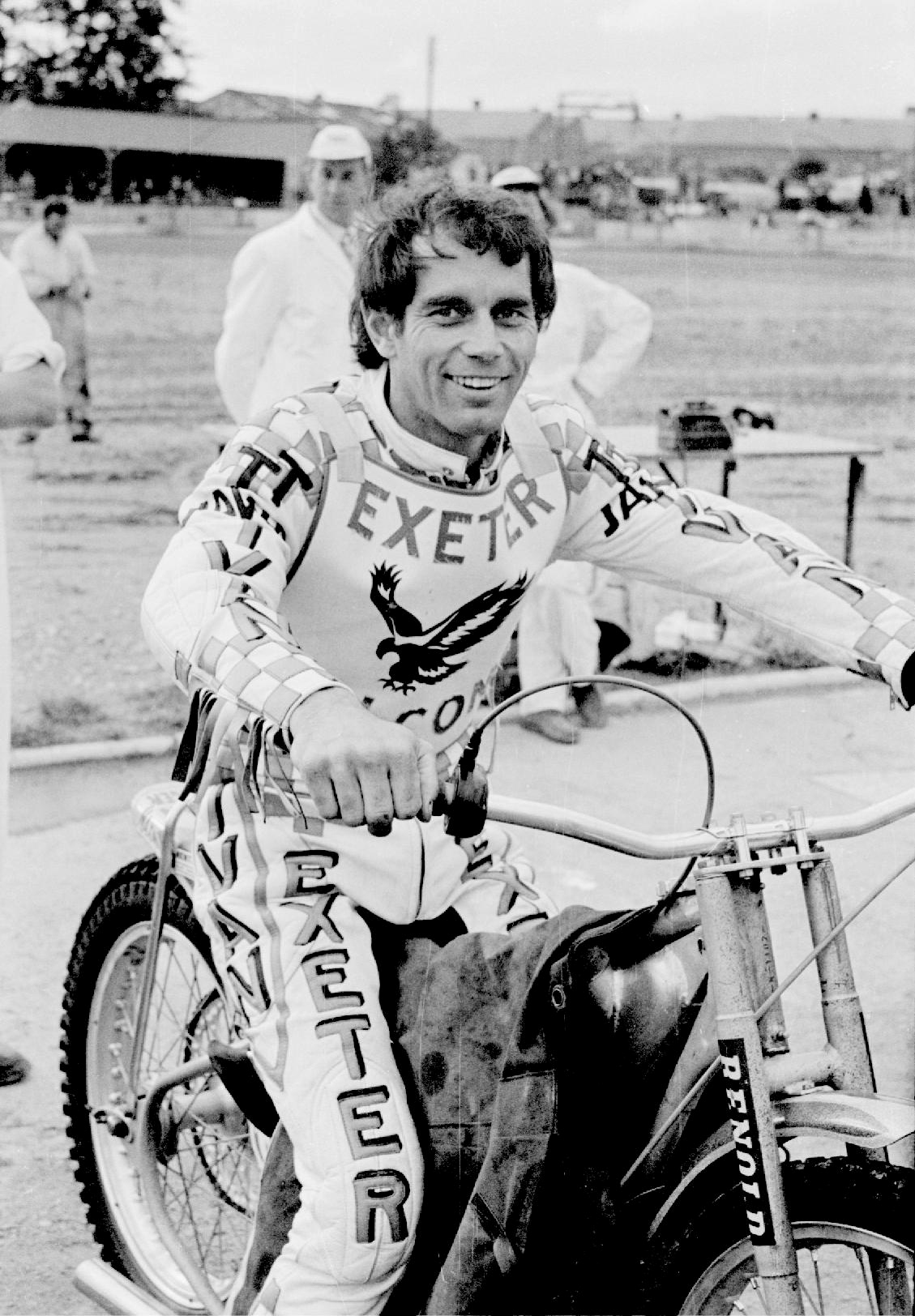
Ivan Mauger - mistrz Wielkiej Brytanii 1970

## Wyniki

### Półfinał pierwszy
- 13 maja 1970 r. (środa),  Leicester

| Msc. | Zawodnik           | Klub              | Pkt |  |  |
| ---- | ------------------ | ----------------- | --- |  |  |
| 1    | Ivan Mauger        | Belle Vue Aces    | 15  |  |  |
| 2    | Ronnie Moore       | Wimbledon Dons    | 14  |  |  |
| 3    | Howard Cole        |                   | 12  |  |  |
| 4    | Nigel Boocock      | Coventry Bees     | 10  |  |  |
| 5    | Trevor Hedge       | Wimbledon Dons    | 10  |  |  |
| 6    | Terry Betts        | King’s Lynn Stars | 10  |  |  |
| 7    | Jim Airey          | Sheffield Tigers  | 9   |  |  |
| 8    | Arnold Haley       |                   | 9   |  |  |
| 9    | Bob Kilby          | Swindon Robins    | 8   |  |  |
| 10   | Reg Luckhurst      |                   | 4   |  |  |
| 11   | George Hunter      |                   | 4   |  |  |
| 12   | Wayne Briggs       | Wembley Lions     | 3   |  |  |
| 13   | Cyril Maidment     |                   | 2   |  |  |
| 14   | John Dews          |                   | 2   |  |  |
| 15   | Rick Timmo         |                   | 2   |  |  |
| 16   | Jack Biggs         |                   | 2   |  |  |
|      | rez. Bill Andrew   |                   | 4   |  |  |
|      | rez. Gordon Guasco |                   | 0   |  |  |

Awans: 8 do finału

### Półfinał drugi
- 21 maja 1970 r. (czwartek),  Sheffield

| Msc. | Zawodnik     | Klub                   | Pkt |  |  |
| ---- | ------------ | ---------------------- | --- |  |  |
| 1    | Barry Briggs | Swindon Robins         | 13  |  |  |
| 2    | Jim McMillan |                        | 11  |  |  |
| 3    | Ray Wilson   | Leicester Lions        | 11  |  |  |
| 4    | Roy Trigg    | Cradley Heath Heathens | 10  |  |  |
| 5    | Charlie Monk |                        | 10  |  |  |
| 6    | Chris Pusey  |                        | 10  |  |  |
| 7    | John Boulger | Leicester Lions        | 9   |  |  |
| 8    | Martin Ashby | Exeter Falcons         | 9   |  |  |
| 9    | Bob Andrews  | Hackney Hawks          | 8   |  |  |
| 10   | Tommy Roper  |                        | 8   |  |  |
| 11   | Les Sharpe   |                        | 7   |  |  |
| 12   | Ken McKinlay | Coventry Bees          | 4   |  |  |
| 13   | Eric Boocock | Halifax Dukes          | 3   |  |  |
| 14   | Tony Clarke  |                        | 3   |  |  |
| 15   | Colin McKee  |                        | 2   |  |  |
| 16   | Colin Pratt  | Cradley Heath Heathens | 2   |  |  |

Awans: 8 do finału

### Finał
- 9 czerwca 1970 r. (wtorek),  Londyn – West Ham

| Msc. | Zawodnik      | Klub                   | Pkt   |             |  |
| ---- | ------------- | ---------------------- | ----- | ----------- |  |
| 1    | Ivan Mauger   | Belle Vue Aces         | 14    | (2,3,3,3,3) |  |
| 2    | Ronnie Moore  | Wimbledon Dons         | 13    | (3,3,2,2,3) |  |
| 3    | Roy Trigg     | Cradley Heath Heathens | 12 +3 | (1,3,3,3,2) |  |
| 4    | Arnold Haley  |                        | 12 +2 | (2,3,3,2,2) |  |
| 5    | Barry Briggs  | Swindon Robins         | 10    | (3,0,3,3,1) |  |
| 6    | Trevor Hedge  | Wimbledon Dons         | 9     | (3,1,2,2,1) |  |
| 7    | Jim Airey     | Sheffield Tigers       | 8     | (0,1,1,3,3) |  |
| 8    | John Boulger  | Leicester Lions        | 8     | (1,2,1,2,2) |  |
| 9    | Nigel Boocock | Coventry Bees          | 7     | (3,2,0,1,1) |  |
| 10   | Chris Pusey   |                        | 6     | (2,2,2,0,0) |  |
| 11   | Ray Wilson    | Leicester Lions        | 5     | (0,1,0,1,3) |  |
| 12   | Martin Ashby  | Exeter Falcons         | 5     | (1,0,2,0,2) |  |
| 13   | Charlie Monk  |                        | 5     | (0,2,1,1,1) |  |
| 14   | Howard Cole   |                        | 2     | (2,0,0,0,0) |  |
| 15   | Jim McMillan  |                        | 2     | (0,0,1,1,0) |  |
| 16   | Terry Betts   | King’s Lynn Stars      | 2     | (1,1,0,0,d) |  |